# ASV Eppelheim
Der ASV 1888 Eppelheim e. V. ist ein deutscher im Jahr 1888 gegründeter Sportverein, mit Sitz in der baden-württembergischen Stadt Eppelheim bei Heidelberg im Rhein-Neckar-Kreis.

## Geschichte
Auf das Gründungsjahr 1888 ist die zuerst eigenständig gegründete Sportgemeinde der Hand- und Kopfarbeiter zurückzuführen. Ein Jahr später entstand dann noch der Athletenverein Germania, welcher sich im Jahr 1906 mit dem Athletenverein Teutonia zusammenschloss. Im Mai 1910 entstand dann noch der Fußballclub Victoria, auf welchen im Jahr 1916 während des Ersten Weltkriegs dann noch die Gründung des Fußballclub Germania folgte. Beide Vereine schlossen sich dann am 9. Mai 1919 zu der Fußballvereinigung 1910 Eppelheim zusammen. Die Gründung des ASV erfolgte dann schließlich am 11. November 1945 aus Mitgliedern dieser vorher genannten Vereine.

### Fußball

#### Nachkriegszeit
Die Fußball-Mannschaft stieg zur Saison 1946/47 in die zu dieser Zeit zweitklassige Landesliga Nordbaden auf. In der Gruppe Nord konnte die Mannschaft mit 26:26 Punkten über den 8. Platz die Klasse dann auch halten. Bereits nach der darauffolgenden Saison mussten die Fußballer mit nur 9:35 Punkten über den 11. Platz dann jedoch doch wieder absteigen.
Zur Saison 1960/61 gelang dann noch ein weiteres Mal ein Aufstieg in die mittlerweile drittklassige 1. Amateurliga Nordbaden. Nach dieser Saison gelang dann mit 25:35 Punkten auch wieder knapp der Klassenerhalt. Am Ende der Saison 1961/62 stand dann jedoch erneut mit 19:41 Punkten über den 15. Platz der Abstieg an.

#### Heutige Zeit
Spätestens ab der Saison 2003/04 spielte der Verein in der Bezirksliga Heidelberg und beendete die Saison dort mit 38 Punkten auf dem siebten Platz. Aus dieser wurde dann eine Saison später die Kreisliga Heidelberg, welche der Verein mit 64 Punkten sogar auf dem dritten Platz abschließen sollte. Ab der Saison 2008/09 schloss sich der Verein dann in der Spielgemeinschaft mit dem DJK Eppelheim zusammen. Gleich in dieser Saison gelang dann mit 66 Punkten auch die Meisterschaft in der Kreisliga. Somit durfte der Verein zur nächsten Saison in die Landesliga Rhein-Neckar aufsteigen. In dieser konnte dann mit 30 Punkten über den 11. Platz dann auch die Klasse gehalten werden. In dieser Liga spielt die SG bis heute.

## Bekannte Sportler
- Jacqueline Otchere (* 1996, Stabhochspringerin in der Jugend)